# ナターワン・ガシモワ
ナターワン・ガシモワ（Natavan Gasimova、女性、1985年7月8日 - ）は、アゼルバイジャンのバレーボール選手。ポジションはセッター。アゼルバイジャン代表。

## 来歴
2005年、アゼルバイジャン代表に初選出される。同年の欧州選手権ではベスト4入りを果たした。2006年にはワールドグランプリ、世界選手権に出場した。
国内リーグでは4度優勝を果たしている。

## 球歴
- 世界選手権 - 2006年、2014年
- 欧州選手権 - 2005年、2007年、2009年、2011年、2013年
- ワールドグランプリ - 2006年

## 所属クラブ
- アゼルレイル・バクー（2004-2011年）
- スカボリーニ・ペーザロ（2011年）
- VKバクー（2011-2012年）
- アゼリョル・バクー（2012-）